# Convento dei Cappuccini (Vizzini)
Il convento dei Cappuccini è un antico complesso religioso situato a Vizzini, in provincia di Catania.

## Storia
Fondato nel 1533, anno dell'arrivo dei Cappuccini in Sicilia, quello di Vizzini è il più antico convento cappuccino del Val di Noto.
In origine i frati si stanziarono presso la preesistente chiesa di Santa Barbara, distante circa due chilometri dal centro abitato. Ma a causa dei disagi procurati dalla lontananza dal paese,  nel 1602 decisero di abbandonarlo e di edificare un nuovo complesso, più vicino alla città.
In merito alla data in cui i frati si trasferirono nel nuovo edificio, le fonti non sono concordi, di certo i lavori di costruzione si protrassero per molti anni. Dapprima fu ultimata la nuova chiesa, che mantenne la titolarità di Santa Barbara, ma il convento venne ultimato solo dopo 1623.
Con la soppressione degli ordini religiosi, del 1866, il complesso fu espropriato, tuttavia venne presto riacquistato dai frati, nel 1875.
Negli anni Ottanta dello scorso secolo, a causa del calo delle vocazioni, il convento è stato definitivamente chiuso.

## Descrizione
In linea con i canoni dell’architettura cappuccina, il complesso conventuale mantiene un'impostazione esterna piuttosto semplice, che diviene più ricca negli spazi interni.
Il prospetto della chiesa presenta una superficie piana ad impianto retto e squadrato ed un aspetto piuttosto semplice e sobrio.
Le coperture a falda inclinata, sono sorrette da capriate lignee a cui si sovrappongono gli arcarecci, il tavolato, ed il manto in coppi siciliani.
L'interno, a navata unica, presenta sull'altare maggiore la classica, imponente, intelaiatura lignea, che ospitava la splendida tela raffigurante la Deposizione (1595 o 1607), opera del pittore toscano Filippo Paladini.
Delle numerose opere d'arte, che la chiesa possedeva, oggi non rimane molto. Da un inventario del 1909, si apprende che la chiesa era dotata di sette altari, in cui erano collocate le seguenti tele: la Deposizione (nell'altare maggiore); l'Immacolata, San Francesco, Santa Barbara, San Felice da Cantalice, San Fedele da Sigmaringa e San Paolo Eremita (negli altari laterali). Di questi si conservano, oggi, solamente la pala dell'altare maggiore, il San Paolo e Santa Barbara (attribuita a Mariano Cusmano), trasferiti presso il convento dei cappuccini di Caltagirone.